# Esperança Bias
Esperança Laurinda Francisco Nhiuane Bias (ur. 28 lipca 1958 w Ilha de Moçambique, Prowincja Nampula) – mozambicka polityczka, od 2020 roku przewodnicząca Zgromadzenia Republiki Mozambiku.

## Życiorys
Jest absolwentką ekonomii na Uniwersytecie Eduarda Mondlanego. Dołączyła do Mozambickiego Stowarzyszenia Ekonomistów. Od 1976 do 1980 roku pracowała jako urzędniczka w Banco Standard Totta de Moçambique. Od 1983 do 1984 była kierowniczką Wydziału Planowania Państwowego Zakładu Górniczego, a w latach 1984–1987 kierowniczką Działu Planowania i Finansów w firmie Gemas e Pedras Lapidadas de Moçambique, w latach 1990–1991 była dyrektorką tejże firmy. Od 1988 do 2000 roku była członkinią zarządu Funduszu Promocji Górnictwa. Od 1992 do 1995 roku była wicedyrektorką Biura Programu Węglowego w Ministerstwie Zasobów Mineralnych, następnie do 1998 roku wicedyrektorką ds. ekonomicznych w Ministerstwie Zasobów Mineralnych i Energii, a potem do 2000 roku w randze dyrektora.

### Działalność polityczna
Została członkinią Organizacji Kobiet Mozambiku oraz Frontu Wyzwolenia Mozambiku. W 2000 roku została mianowana wiceministrem zasobów mineralnych, a w 2005 roku ministrem tego resortu, którą pozostała do 2014 roku. W 2012 roku została członkinią biura politycznego swojej partii. W wyborach parlamentarnych w 2015 roku została wybrana deputowaną do Zgromadzenia Republiki Mozambiku, w tym samym roku została wiceprzewodniczącą Komisji Planowania i Budżetu tego gremium. Od 2016 do 2017 roku była sekretarzynią Komitetu Centralnego partii. W 2018 roku została przewodniczącą Komisji Planowania i Budżetu Zgromadzenia Republiki. 13 stycznia 2020 roku została przewodniczącą parlamentu, zastępując na tej funkcji Verónicę Macamo.

## Życie prywatne
Jest zamężna, para ma dwie córki.